# ایلیاد اس‌ای
ایلیاد اس‌ای (انگلیسی: Iliad SA) شرکت مخابرات فرانسوی است، که در زمینه ارائه خدمات خطوط تلفن ثابت، شبکه تلفن همراه، خدمات اینترنت و ارائه پهنای باند فعالیت می‌نماید.
شرکت ایلیاد در سال ۱۹۹۰ توسط خاویر نایل تأسیس شد و امروزه خدمات خود را در کشورهای فرانسه و اسرائیل ارائه می‌کند. دفتر مرکزی این شرکت در شهر پاریس قرار دارد و بخشی از سهام آن در بازار بورس یورونکست معامله می‌شود.